# SN 2004hj
SN 2004hj – supernowa typu Ia odkryta 20 listopada 2004 roku w galaktyce A022941-0843. W momencie odkrycia miała maksymalną jasność 21,50m.